# 다른 자리 입체성 효소
다른 자리 입체성 효소(영어: allosteric enzyme) 또는 알로스테릭 효소는 효과인자(알로스테릭 조절인자)의 결합시 입체구조적 앙상블을 변경하여 다른 리간드 결합 부위에서 결합 친화도에 명백한 변화를 초래하는 효소이다. 한 리간드의 결합을 통해 명백하게 다른 부위에서 다른 리간드의 결합에 영향을 미치는 이러한 "원거리에서의 작용"이 알로스테릭 개념의 본질이다. 알로스테릭 효과는 세포 신호전달 및 대사 조절을 포함하되 이에 국한되지 않고 많은 기본적인 생물학적 과정에서 중요한 역할을 담당한다. 알로스테릭 효소는 이전에 생각되었던 것처럼 올리고머일 필요는 없으며, 실제로 많은 시스템에서 단일 효소가 알로스테릭 효과를 나타낸다는 것을 입증했다. 생화학에서 알로스테릭 조절은 효소의 활성 부위가 아닌 부위에 조절인자가 결합하여 단백질을 조절하는 것이다.

## 같이 보기
- 다른 자리 입체성 조절

## 참고 문헌
- Biochemistry 6th Ed, Stryer Berg and Tymoczko